# Bitighrin
Bitighrin (arab. بتغرين) – miejscowość w Libanie, w dystrykcie Al-Matin, 33 km od Bejrutu. Bitighrin zamieszkiwane jest przez ludność chrześcijańską (75% prawosławni, 25% katolicy). Najliczniejsze nazwiska to: Saliba, Murr, Samaha, Rafik.